# Bomarea dissitifolia
Bomarea dissitifolia är en alströmeriaväxtart som beskrevs av John Gilbert Baker. Bomarea dissitifolia ingår i släktet Bomarea och familjen alströmeriaväxter. Inga underarter finns listade i Catalogue of Life.